# Потос (мифология)
Потос, или Пофос (др.-греч. Πόθος, «желание, похоть, любострастье, любовь, влечение»; лат. Pothos), — один из Эротов, древнегреческих богов любви; покровитель (персонификация) любовных чувств к отсутствующему или умершему объекту влюблённости, покровитель любовной тоски, страстной неразделённой любви. По одной версии, был сыном Афродиты и верховного божества Кроноса; по другой — сын богини радуги Ириды и бога ветра Зефира. Потоса иногда описывают как брата бога любви Эрота (Эроса) и бога страсти (страстной любви) Гимероса.
В древнегреческой поэзии традиционно использовались три слова, близких по значению, для обозначения любовного желания: ἵμερος, πόθος и ἔρως. В одном из диалогов Платона, «Кратиле» (IV век до нашей эры), объясняются отличия между этими понятиями: πόθος — это любовное стремление не к настоящему, присутствующему здесь и сейчас, а к находящемуся где-то, отсутствующему предмету желания; ἵμερος, в отличие от πόθος, является любовным стремлением к предмету желания, которое находится здесь и сейчас, это бурный любовный поток, захватывающий душу и жаждущий дел, такой поток, который переносит душу к предмету желания; ἔρως же предстаёт любовью, возникающей «извне», «входящей через глаза», — и, в отличие от ἵμερος и πόθος, не рассматривается как часть «внутреннего любовного потока».
К образу Потоса неоднократно обращается в своём сочинении «Деяния Диониса» древнегреческий поэт Нонн Панополитанский (V век нашей эры). Потос в его поэме иногда описывается как самостоятельное божество похоти и животного желания, а иногда — как одна из ипостасей бога Эроса.
Изображение Потоса встречается на греческой керамике — обычно вместе со своими братьями Эротом и богом страсти Гимеросом. Потос, как и Гимерос, нередко изображались как спутники богини красоты и любви Афродиты: так, известна гидрия (керамический сосуд) V века нашей эры, на которой Потос и Гимерос в виде юношей изображены по бокам Афродиты; на медальоне VI века нашей эры изображена Афродита, которая держит на руках Потоса и Гимероса, имеющих вид бескрылых детей.
Древнегреческий писатель и географ Павсаний в своём «Описании Эллады» (II век нашей эры) сообщает, что в Мегарах в храме Афродиты находятся три статуи богов любви работы Скопаса (жившего в IV веке до нашей эры): Эрота, Гимероса и Потоса. «Различны их функции, … как различны и их имена», — пишет Павсаний. Римские копии статуи Потоса из этого храма сохранилась до наших дней.